# Lököttek (film)
A Lököttek (eredeti címe: Crazy People) 1990-es amerikai fekete humorú vígjáték, amelyet Tony Bill és Barry L. Young rendezett. A forgatókönyvet Mitch Markowitz készítette. A főbb szerepekben Dudley Moore, Daryl Hannah és Paul Reiser. 1990. április 13-án mutatták be az Egyesült Államokban. Magyarországon november 22-től vetítették a mozikban.

## Cselekmény
Emory Leeson egy reklámszakember, aki idegösszeroppanást kap. Egy sor szókimondó reklámot tervez, amelyek nyersek, trágárak és semmire sem jók főnöke, Drucker cége számára. Az egyik kollégája, Stephen Bachman, beutalja egy pszichiátriai kórházba. Emory csoportterápiára jár Dr. Liz Baylor gondozásában, és megismerkedik más páciensekkel. Azonban véletlenül Emory reklámjai nyomtatásba kerülnek, és az új kampány hatalmas sikert arat. 
Drucker magának tulajdonítja a hirdetések sikerét, és Stephenre és a többi alkalmazottjára bízza, hogy hasonlóakat tervezzenek. A próbálkozásaik azonban csődöt mondanak, ezért megkeresik Emoryt a szanatóriumban, hogy készítsen új hirdetéseket. Ő ragaszkodik ahhoz, hogy a többi pszichiátriai beteg is részt vegyen a munkában, és megfelelően megfizessék őket, így a szanatóriumot a reklámipar egyik ágazatává alakítja.
A betegek boldogságot éreznek, hogy szükség van rájuk, és javul az állapotuk. Drucker és a kórház vezető orvosa kapzsiak lesznek, és megpróbálják szétválasztani a csapatot, de nem sikerül. Dr. Baylor szembeszáll a főnökével, Emory pedig tárgyalásokat folytat, hogy új autókat szerezzen az összes beteg számára. Emory és Kathy, az egyik páciens, egymásba szeretnek, és elhagyják a kórházat a többi beteggel együtt. Ezután megnyitják saját reklámügynökségüket, amelynek első ügyfele a Sony lesz.

## Szereplők
| Szerep          | Színész           | Magyar hang        |
| --------------- | ----------------- | ------------------ |
| Emory Leeson    | Dudley Moore      | Blaskó Péter       |
| Kathy Burgess   | Daryl Hannah      | Kútvölgyi Erzsébet |
| Stephen Bachman | Paul Reiser       | Melis Gábor        |
| Drucker         | J. T. Walsh       | Vass Gábor         |
| Bruce           | Bill Smitrovich   | Kránitz Lajos      |
| bíró            | Alan North        | Pusztai Péter      |
| George          | David Paymer      | Helyey László      |
| Saabs           | Danton Stone      | Kerekes József     |
| Robles          | Paul Bates        | Vajda László       |
| Mort            | Dick Cusack       | Simon György       |
| Hsu             | Doug Yasuda       | Szűcs Sándor       |
| Eddie Aris      | Floyd Vivino      |                    |
| Dr. Liz Baylor  | Mercedes Ruehl    | Bencze Ilona       |
| Dr. Koch        | Ben Hammer        | Bodor Tibor        |
| Mark Olander    | David Packer      | Csankó Zoltán      |
| taxisofőr       | James V. Albanese | Bor Zoltán         |
| Mr Yamashita    | Lloyd Kino        | Elekes Pál         |
| Adam Burgess    | John Terlesky     | Felföldi László    |
| Larry King      | Larry King        | Perlaki István     |

## Fogadtatás

### Kritikai visszhang
A Rotten Tomatoeson 35%-os minősítést ért el 20 értékelés alapján. Bob Thomas az Associated Presstől azt írta: „Moore az, aki a pezsgőt pezsegve tartja. Csúcsformában van, egy elbűvölően őrült kobold.” Roger Ebert azt írta: „Kíváncsi vagyok, hogy van-e Hollywoodban egy Filmrendőrség nevű csoport, amely lecsap a forgatókönyvekre, és betartatja az összes kötelező kliséket és történetformulákat.” Rene Jordan az El Nuevo Heraldtól azt írta: „A Lököttek két különböző filmből áll... az egyik szarkasztikusan vicces, a másik pedig folyamatosan sértő.”
A Metacritic 42 pontot adott a 100-ból 21 vélemény alapján. A Variety szerint: „A Lököttek a reklámok vicces elemzését ötvözi az úgynevezett őrültség melegszívű megközelítésével... A kész film minden résztvevőnek dicsőséget hoz.” William Thomas az Empire-től azt írta: „Tony Bill rendezésében és Mitch Markowitz forgatókönyve alapján készült filmnél, a Lökötteknél, sokkal rosszabb vígjátékok is vannak a piacon, és Dudley Moore reklámjai néha nagyon viccesek.” Hal Hinson a Washington Posttól azt írta: „Gyenge... Tony Bill rendező megpróbál Mitch Markowitz forgatókönyvének őrült, féktelen hangulatot adni, de ehelyett egyfajta erőltetett vidámságot ér el, ami se nem vicces, se nem felszabadító.”

### Bevétel adatai
A Box Office Mojo szerint 13,2 millió dolláros bevételt ért el, a költségvetésről nincs adat.